# Самонс Појнт (Илиноис)
Самонс Појнт (енгл. Sammons Point) град је у америчкој савезној држави Илиноис.

## Демографија
По попису из 2010. године број становника је 279.
| Група             | 2000.    | 2010.       |
| Белци             | 0 (0,0%) | 266 (95,3%) |
| Афроамериканци    | 0 (0,0%) | 3 (1,1%)    |
| Азијати           | 0 (0,0%) | 2 (0,7%)    |
| Хиспаноамериканци | 0 (0,0%) | 6 (2,2%)    |
| Укупно            | 0        | 279         |